# Acromantis siporana
Acromantis siporana es una especie de mantis de la familia Hymenopodidae.

## Distribución geográfica
Se encuentra en la Islas Mentawai y Sumatra.